# ليا إيزادورا بيهن
الآنِسة ليا إيزادورا بيهن (8 أبريل / نيسان 2005) مواليد مدينة أوسلو عاصمة مملكة النرويج وأكبر مدنها. وهي الأبنة الثانية لصاحبة السمو الملكي الأميرة مارثا لويز والسيد آري بيهن، والحفيدة الثالثة لصاحب الجلالة الملك هارلد الخامس ملك النرويج، وجلالة الملكة سونيا ملكة النرويج. والآنِسة ليا إيزادورا بيهن هي السادسة في قائمة ولاية عرش النرويج.